# 다케다 노부토키
다케다 노부토키(일본어: 武田信時, 1220년 6월 19일 ~ 1289년 3월 2일)는 가마쿠라 시대 중기의 무장이며, 가이 다케다 가문의 제4대 당주이다. 제3대 당주 다케다 노부마사의 아들이다.
본명은 노부토키이지만, 다케다 고로지로라는 이름으로도 불렸다. 다케다 가문은 노부토키의 조부 다케다 노부미쓰가 조큐의 난(承久の乱)에서 전공을 세움으로써 아키 지방을 영지로 받았지만, 노부미쓰가 죽은 후, 노부마사는 영지를 몰수당했다. 1265년 노부마사가 죽고 노부토키가 뒤를 잇자, 노부토키는 옛 영지였던 아키 지방을 되찾는 데 성공했다.
| 전임 다케다 노부마사 | 제4대 가이 다케다가 당주 1265년 ~ 1289년 | 후임 다케다 도키쓰나 |